# Storsylen
Storsylen es una montaña de los Alpes escandinavos de Noruega, localizada en el municipio de Tydal en el condado de Trøndelag.Con 1762 m, Storsylen es la montaña más alta de la cordillera de Sylan.se encuentra dentro del área protegida Parque Nacional Skarvan y Roltdalen. La cima de la montaña se encuentra a menos de 100 m al oeste de la frontera nacional con Suecia y a unos 8 km al este del lago glaciar Syltjärnen Para escalar la montaña desde el sur, la ruta se caracteriza por una trepada, desde el norte es una caminata fácil .El primer elemento del nombre es stor que significa 'grande' y el último elemento es la forma singular finita de syl que significa 'punzón', siendo así 'punzón grande'.

## Galería de imágenes

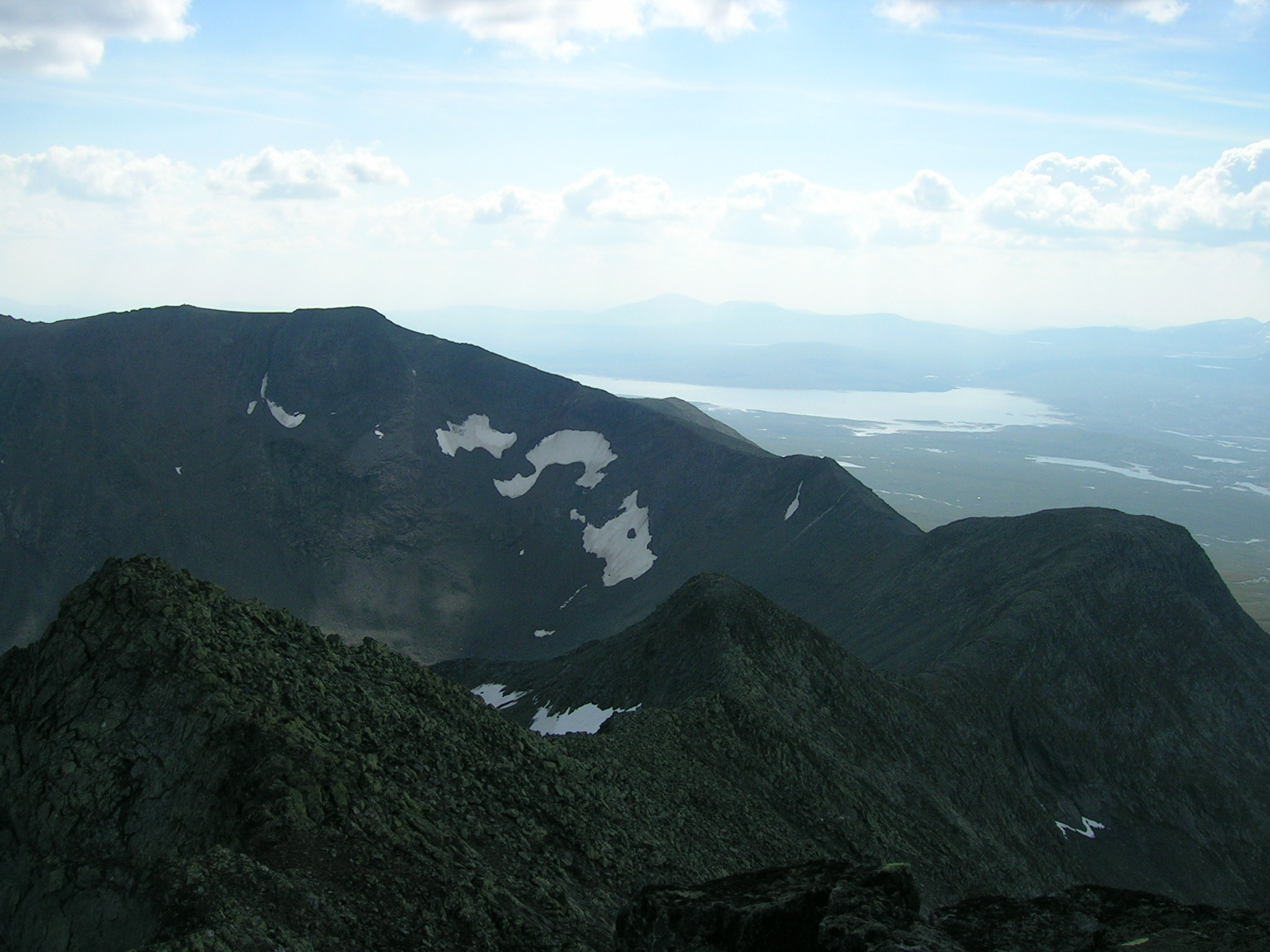
Vista hacia el sur
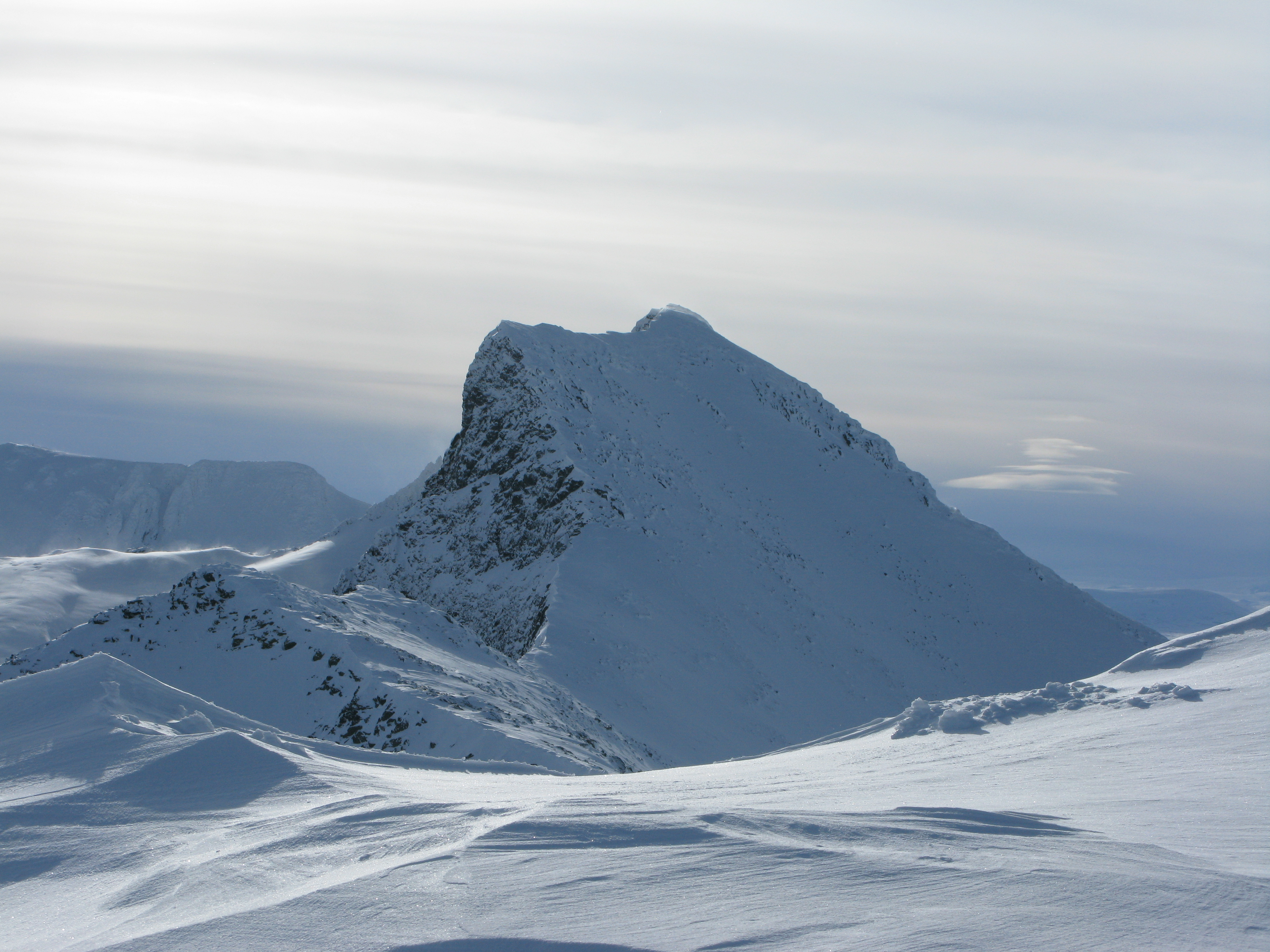
Montaña Storsylen
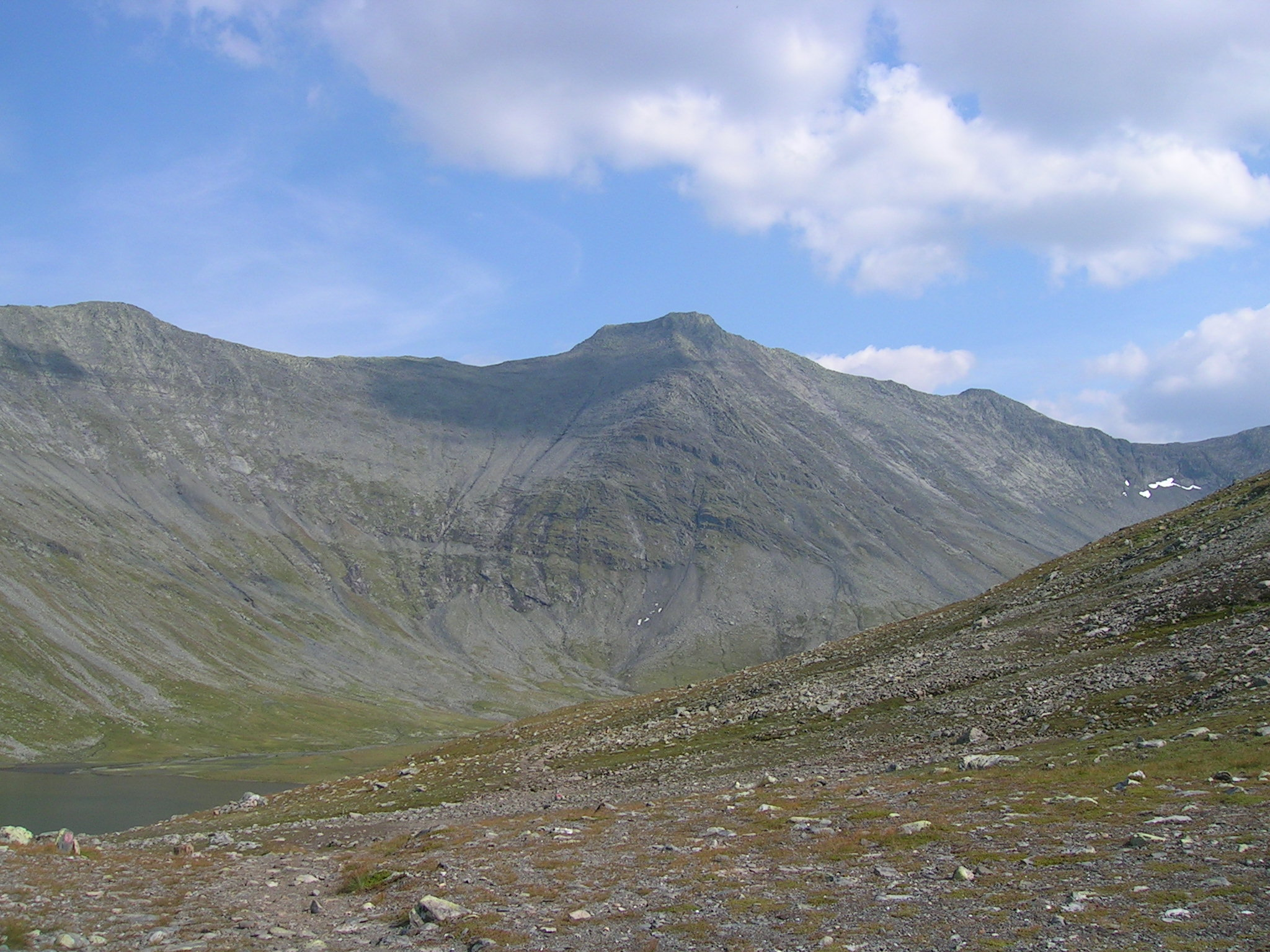
Vista de Storsylen
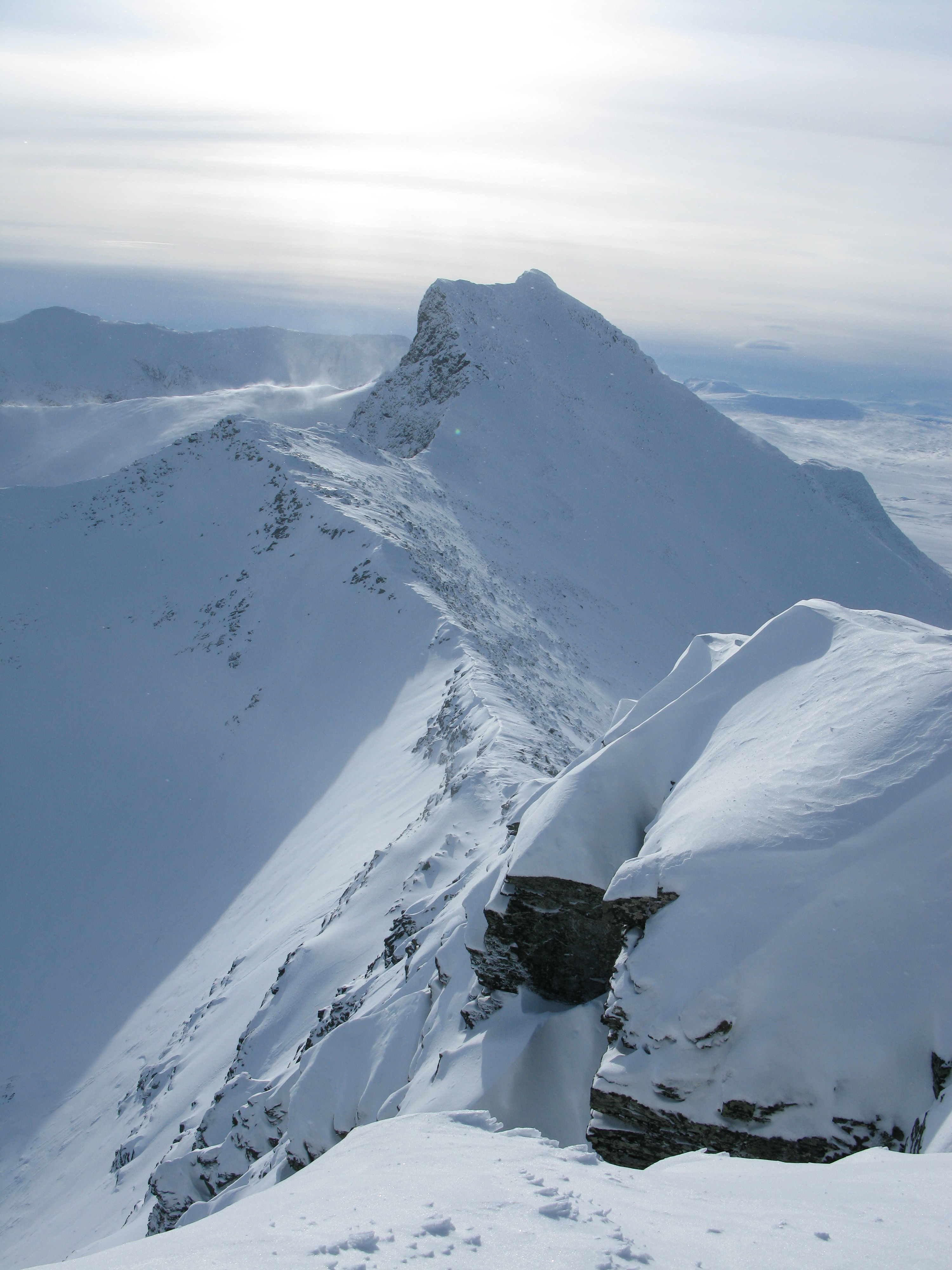
Vista del pico